# Franziska Stürmer
Franziska Stürmer (* 1. Januar 1986 in Potsdam) ist eine ehemalige deutsche Jugendschauspielerin.
Stürmer wurde 1998 bis 2002 durch ihre Hauptrolle der Monika Freising in der Kinder- und Jugendserie Schloss Einstein bekannt. Außerdem wirkte sie in der Fernsehproduktion Wenn der Präsident zweimal klingelt (1997) mit sowie in einer Episode der Sat.1-Serie Inspektor Rolle: Tod eines Models (2004).
Danach trat sie als Schauspielerin nicht mehr weiter in Erscheinung, sondern studierte Germanistik, Anglistik und Kunstpädagogik an der Julius-Maximilians-Universität Würzburg, wo sie heute als Wissenschaftliche Assistentin tätig ist.